# Greenmount National Park
Greenmount National Park är en nationalpark i Australien.   Den ligger i delstaten Western Australia, i den västra delen av landet, 3 100 km väster om huvudstaden Canberra. Greenmount National Park ligger 210 meter över havet. Arean är 56 kvadratkilometer.
Terrängen runt Greenmount National Park är platt åt nordväst, men åt sydost är den kuperad. Runt Greenmount National Park är det ganska tätbefolkat, med 75 invånare per kvadratkilometer.. Närmaste större samhälle är Perth, 19,3 km väster om Greenmount National Park.
I omgivningarna runt Greenmount National Park växer huvudsakligen savannskog.